# Inter Pipeline
Inter Pipeline ist ein kanadischer Pipelinebetreiber mit Sitz in Calgary, Alberta. Das Unternehmen betreibt ein Pipelinenetzwerk in der Provinz Alberta und in geringem Umfang in Saskatchewan. 
Inter Pipeline besitzt unter anderem 3300 km Pipelines und Lagerkapazitäten in Höhe von 3,8 Millionen Barrel für Ölsand sowie 3900 km konventionelle Ölpipelines und Lagerkapazitäten in Höhe von 1,6 Millionen Barrel für Erdöl. Weiterhin unterhält das Unternehmen Aufbereitungsanlagen für Erdgas in Kanada und mehrere Öl-Terminals in Dänemark und Schweden.
Am 1. Juni 2021 wurde die geplante Übernahme von Inter Pipeline durch Pembina Pipeline bekanntgegeben. Diese Übernahme sollte einen Wert in Höhe von 8,3 Milliarden CAD (~5,6 Milliarden Euro) haben. Durch eine Fusion mit Pembina hätte Inter Pipeline einen Übernahmeversuch von Brookfield Infrastructure Partners abgewehrt, der am 31. Mai bekanntgegeben wurde. Das Übernahmeangebot von Pembina wurde von Brookfield Infrastructure Partners überboten, die Inter Pipeline im August 2021 für rund 8,58 Mrd. CAD mehrheitlich übernahmen.